# آدریانو ماگرائو
آدریانو ماگرائو (به پرتغالی: Adriano Bizerra Melo) مهاجم اهل برزیل است که در شهر گویانیا و در تاریخ ۷ مارس ۱۹۸۱ به دنیا آمده‌است.
آدریانو ماگرائو در تیم‌های فوتبال Iraty سابقهٔ حضور دارد.